# Eppenhuizen
Eppenhuizen (en groningois : Eppingehoezen, Eppenhoezen ou Epmhoezn) est un hameau de la commune néerlandaise de Het Hogeland, situé dans la province de Groningue, au sud d'Uithuizen. Il fait partie de la commune d'Eemsmond avant le 1er janvier 2019, quand celle-ci est rattachée à la nouvelle commune de Het Hogeland.